# Pułk Devonshire
Pułk Devonshire (ang. The Devonshire Regiment) – pułk piechoty wchodzący w skład British Army.

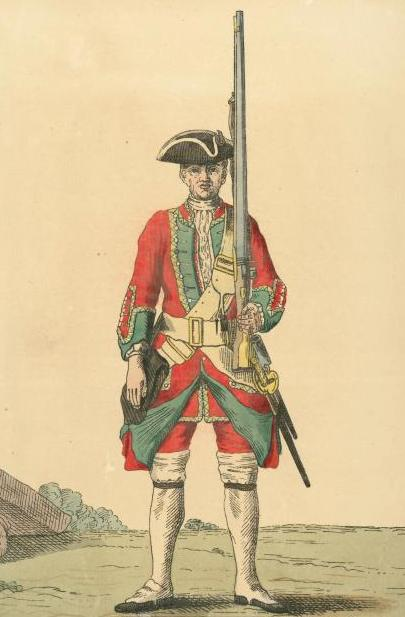
Żołnierz z Pułku Devonshire (1742)

Powstał w Bristolu w 1685 pod nazwą „muszkieterzy księcia Beaufort” (Duke of Beaufort`s Musketeers). Jeszcze w tym samym roku wziął udział w walkach z rebelią księcia Monmouth. W 1689 walczył w Irlandii – brał udział w oblężeniu Londonderry i bitwie nad Boyne.
W 1743 brał udział w bitwie pod Dettingen.
W 1751 otrzymał nazwę „11 pułk piechoty” (11th Regiment of Foot), a od 1782 r. nosił nazwę „11 pułku piechoty Północnego Devonshire” (11th (North Devonshire) Regiment of Foot). Brał udział w walkach korpusu Wellingtona) w Hiszpanii i Portugalii. Walczył w bitwach pod Albuerą i Salamancą. Za postawę w tej ostatniej bitwie pułk otrzymał przydomek „krwawej 11” (The Bloody 11th). Za czasów królowej Wiktorii pułk brał udział w licznych wojnach kolonialnych, m.in. w kampanii w Birmie oraz w kampanii przeciwko Chitralowi w 1895 r.
Pułk (od 1881 noszący już nazwę „pułku Devonshire”) brał udział w II wojnie burskiej. Pierwsze starcie pułk pod Elandslaagte zakończyło się zwycięstwem Devończyków. Następnie pułk wziął udział w oblężeniu Ladysmith, gdzie poniósł ciężkie straty. Podczas tego oblężenia porucznik Masterson został odznaczony Krzyżem Wiktorii jako pierwszy żołnierz pułku.
Podczas I wojny światowej liczebność pułku zwiększono z 3 do 25 batalionów. W 1914 pułk wszedł do walki na froncie zachodnim. Brał udział w bitwach pod Aisne, Loos i Sommą. Za postawę nad Sommą drugi Krzyż Wiktorii dla pułku zdobył szeregowy Veale z 8 batalionu. Pierwszego dnia bitwy nad Sommą pułk stracił tak wielu żołnierzy, że założono dla nich osobny cmentarz („Devonshire Cemetery”), gdzie pochowani są żołnierze 8 i 9 batalionu. W 1918 r. w atakach na Bpis de Butte pułk stracił 23 oficerów i 528 żołnierzy. Za walkę otrzymał 2 francuskie Krzyże Wojenne.
Pułk brał udział również w walkach II wojny światowej. Liczył wówczas 11 batalionów. Jednostki pułku stanowiły część garnizonów Malty i Gibraltaru, brały udział w walkach na Sycylii i Normandii. Szlak bojowy w Europie żołnierze pułku Devonshire kończyli w Bremerhaven. Na Dalekim Wschodzie jednostki pułku brały udział w walkach na pograniczu indyjsko-birmańskim.
W maju 1958 pułk Devonshire został połączony z Pułkiem Dorset, tworząc Pułk Devonshire i Dorset.